# (35514) 1998 FZ56
1998 FZ56 (asteroide 35514) é um asteroide da cintura principal. Possui uma excentricidade de 0.04977970 e uma inclinação de 9.05333º.
Este asteroide foi descoberto no dia 20 de março de 1998 por LINEAR em Socorro.